# Cephaliophora navicularis
Cephaliophora navicularis är en svampart som beskrevs av Tzean & G.L. Barron 1983. Cephaliophora navicularis ingår i släktet Cephaliophora, ordningen skålsvampar, klassen Pezizomycetes, divisionen sporsäcksvampar och riket svampar.   Inga underarter finns listade i Catalogue of Life.